# Robert Lewis Reid
Robert Lewis Reid (Stockbridge, 29 luglio 1862 – Clifton Springs, 2 dicembre 1929) è stato un pittore impressionista statunitense.
Fece parte del Gruppo dei Dieci (Ten American Painters).

## Biografia
Nato in una cittadina del Massachusetts, Reid studiò nella School of the Museum of Fine Arts di Boston, allievo di Otto Grundmann. Nel 1884 si recò a New York City pensando di continuare i suoi studi d'arte presso l'Art Students League. Un anno dopo, però, decise di partire per Parigi.
Nella capitale francese scelse di seguire i corsi dell'Académie Julian, dove insegnavano Gustave Boulanger e Jules Joseph Lefebvre.
Le sue primissime opere, infatti, raffigurano dei contadini francesi nelle campagne presso Étaples.
Ritornò a New York nel 1889 e lavorò inizialmente come ritrattista. In seguito divenne insegnante di pittura alla Art Students League e alla Cooper Union. Nella maggior parte dei suoi quadri Reid raffigurò giovani donne in mezzo ad una natura rigogliosa; i suoi lavori, infatti, tendevano ad essere molto decorativi e ciò lo condusse ad una carriera di decoratore e affrescatore d'interni. Lavorò quindi alla cupola del Palazzo delle Arti liberali e in molti altri edifici, nonché alla Columbian Exposition di Chicago nel 1893.
Nel 1897 Reid entrò a far parte del gruppo dei Ten American Painters, i dieci pittori impressionisti che si dimisero per protesta dalla "Società degli Artisti americani". Intorno alla fine del secolo, Reid lavorò ancora a diversi progetti di affreschi e decorazioni murali e nel 1906 divenne membro ordinario della National Academy of Design. Quando tornò a dipingere quadri, verso il 1905, i suoi lavori divennero ancor più naturalistici e la sua gamma cromatica si riempì di morbide tinte pastello.
Lavorò anche alla Biblioteca del Congresso, a Washington, al Palazzo della Corte d'Appello e a diversi importanti edifici, producendo grandi pannelli decorativi. A fianco di queste opere però, Reid non smise di dipingere ancora ritratti, paesaggi, scene di genere e scene immaginarie, sempre con soggetti femminili e quasi sempre in una natura piena di fiori.
Reid morì a 67 anni nel villaggio di Clifton Springs, nella Contea dell'Ontario (New York).

## Galleria d'immagini

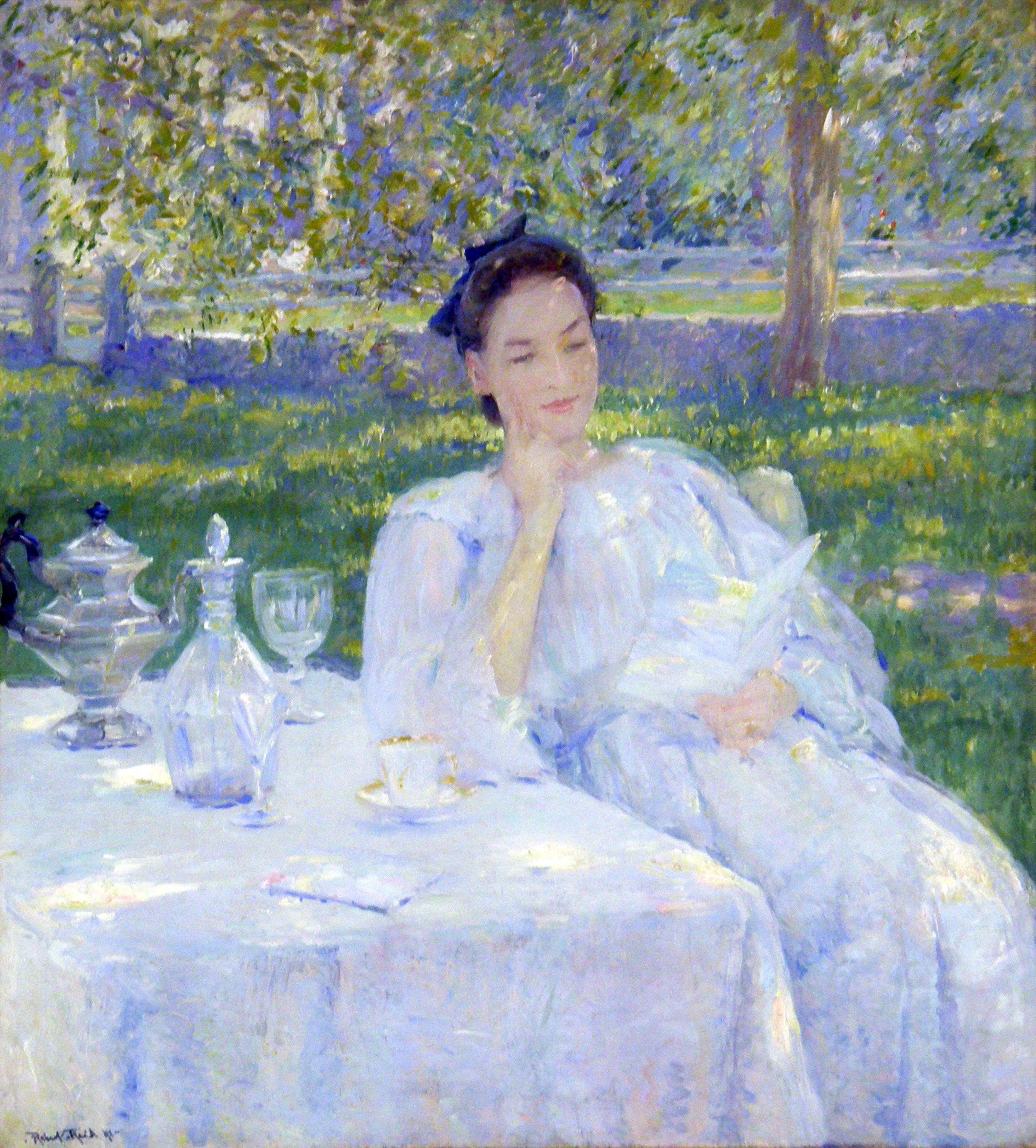
In giardino
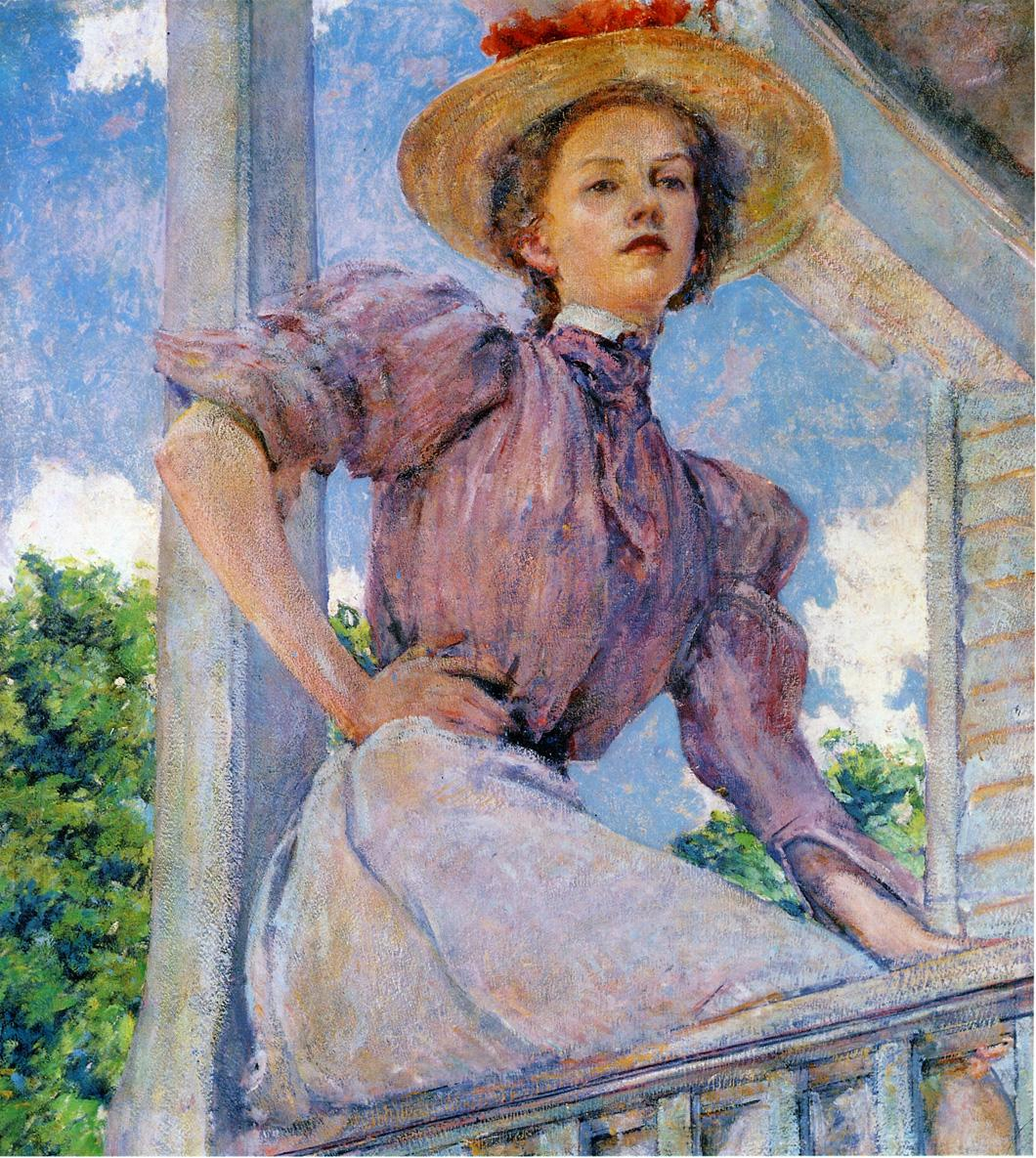
Ragazza d'estate
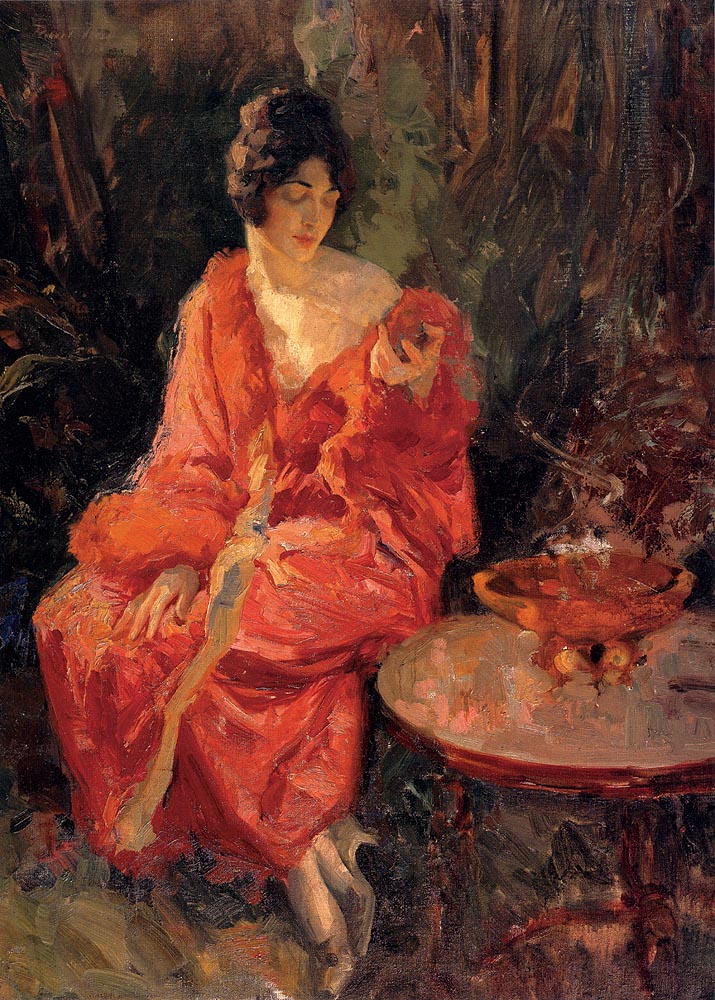
Riflessione mattutina
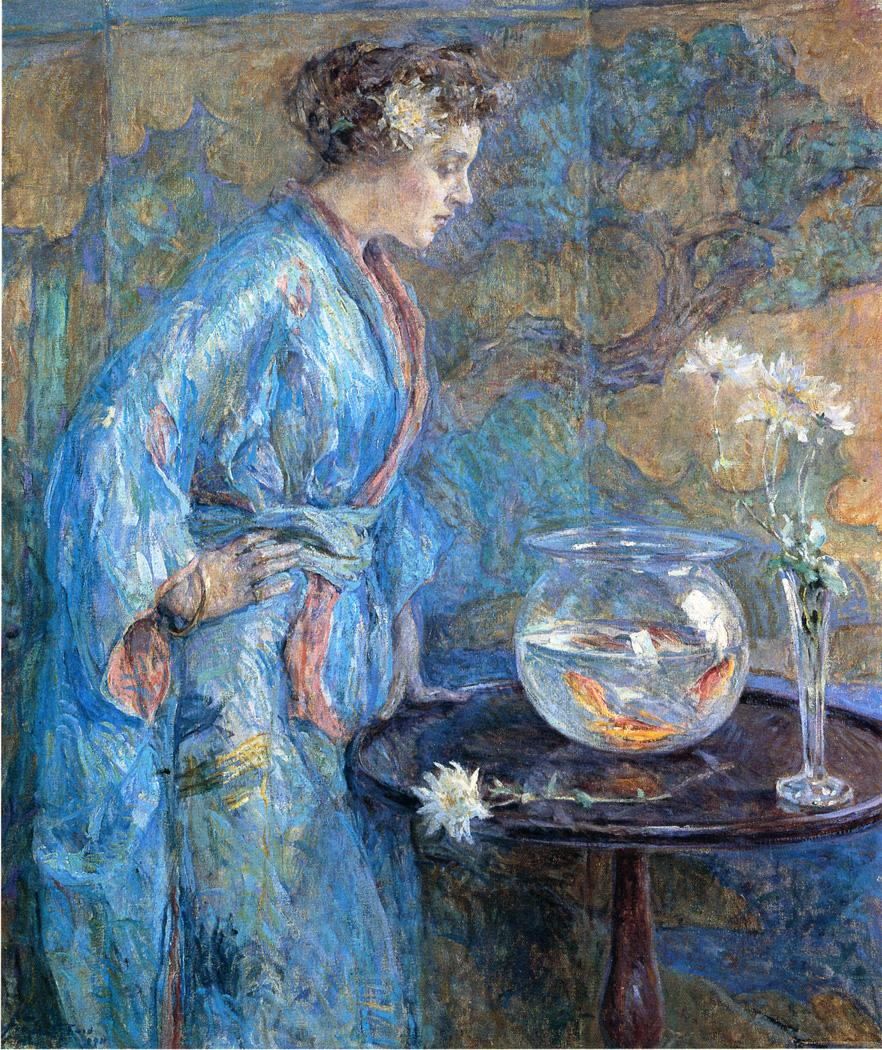
Ragazza con il kimono blu
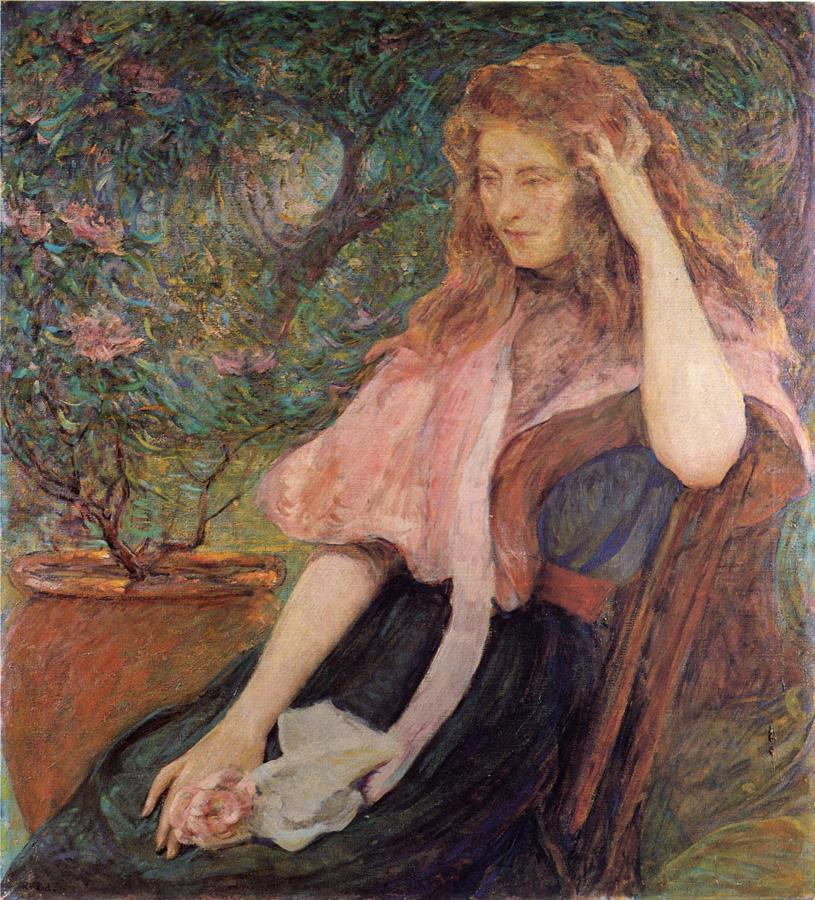
Lo scialle rosa
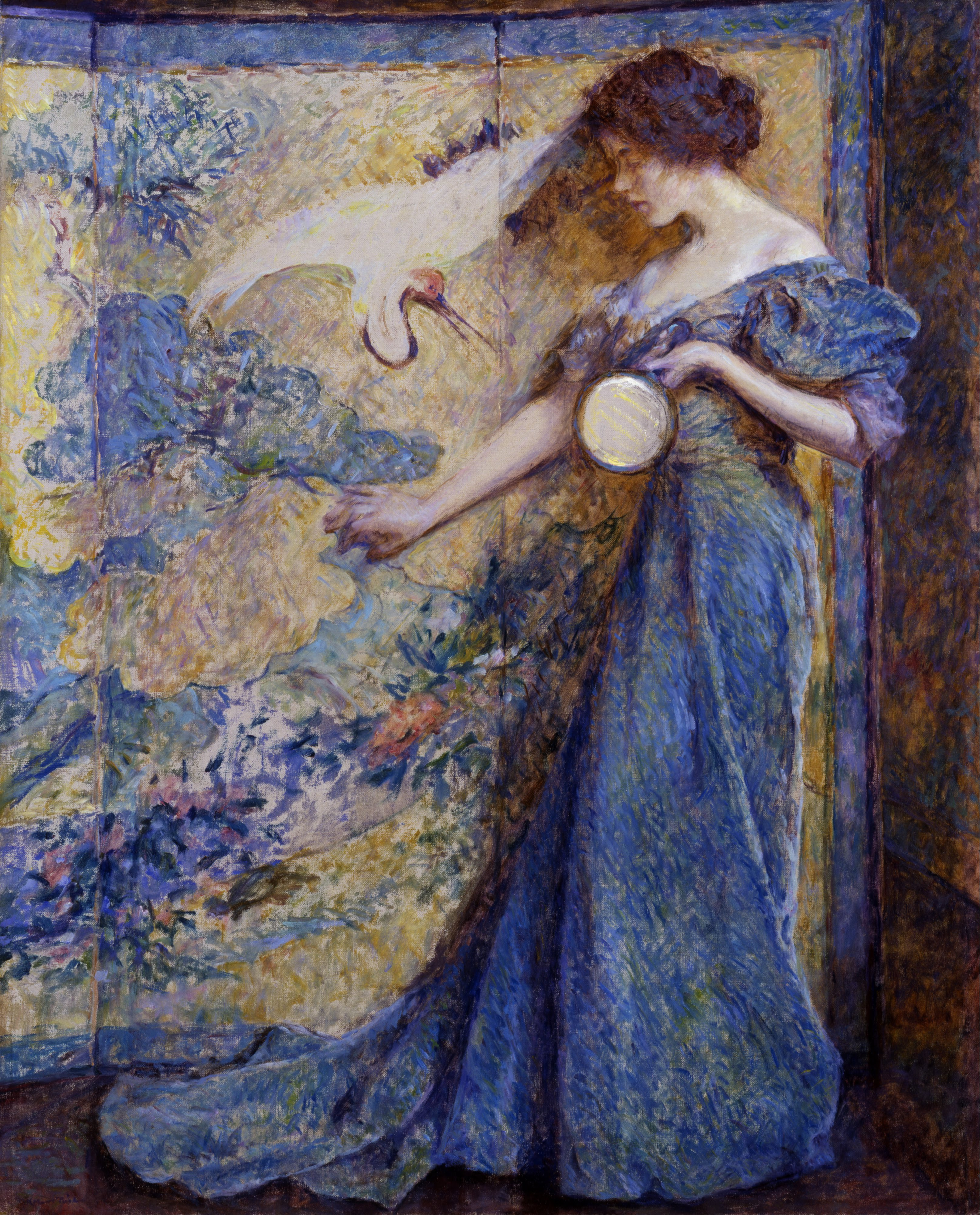
Lo specchio

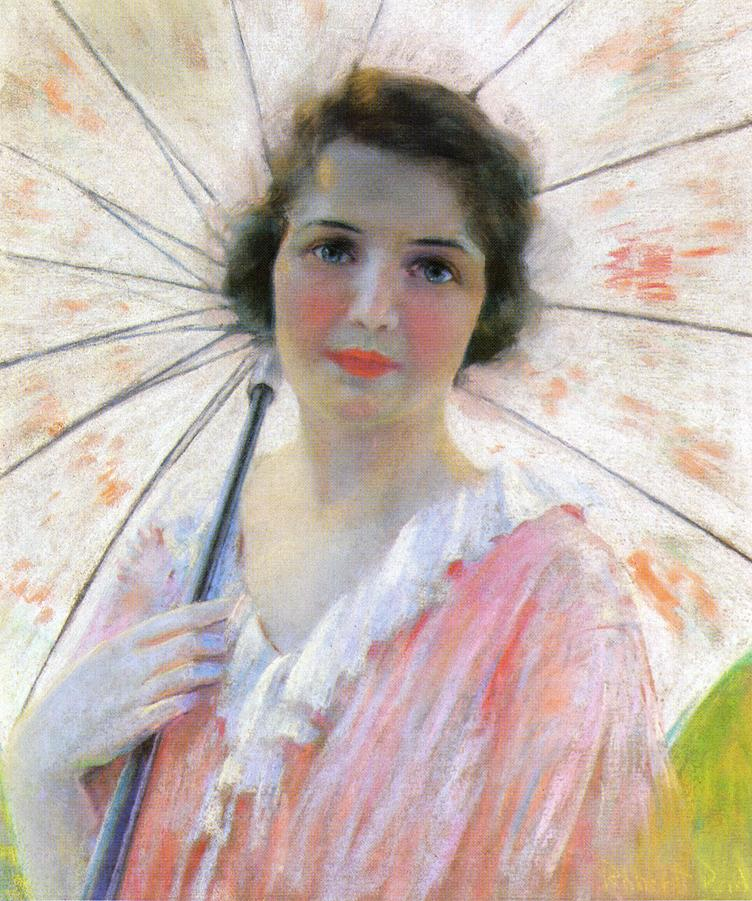
Signora con l'ombrellino
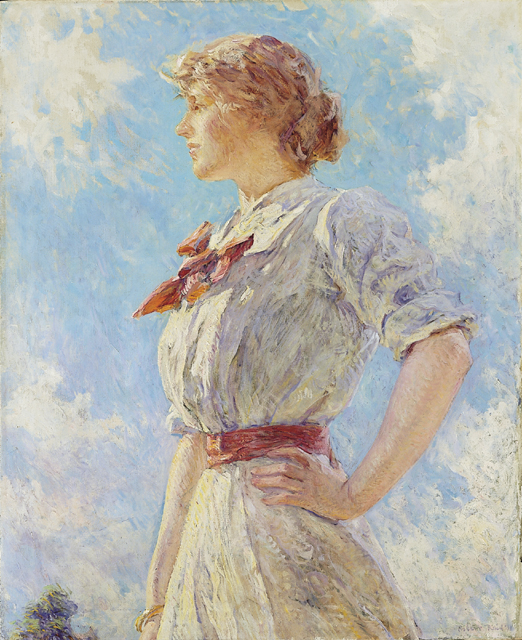
Il viso al cielo
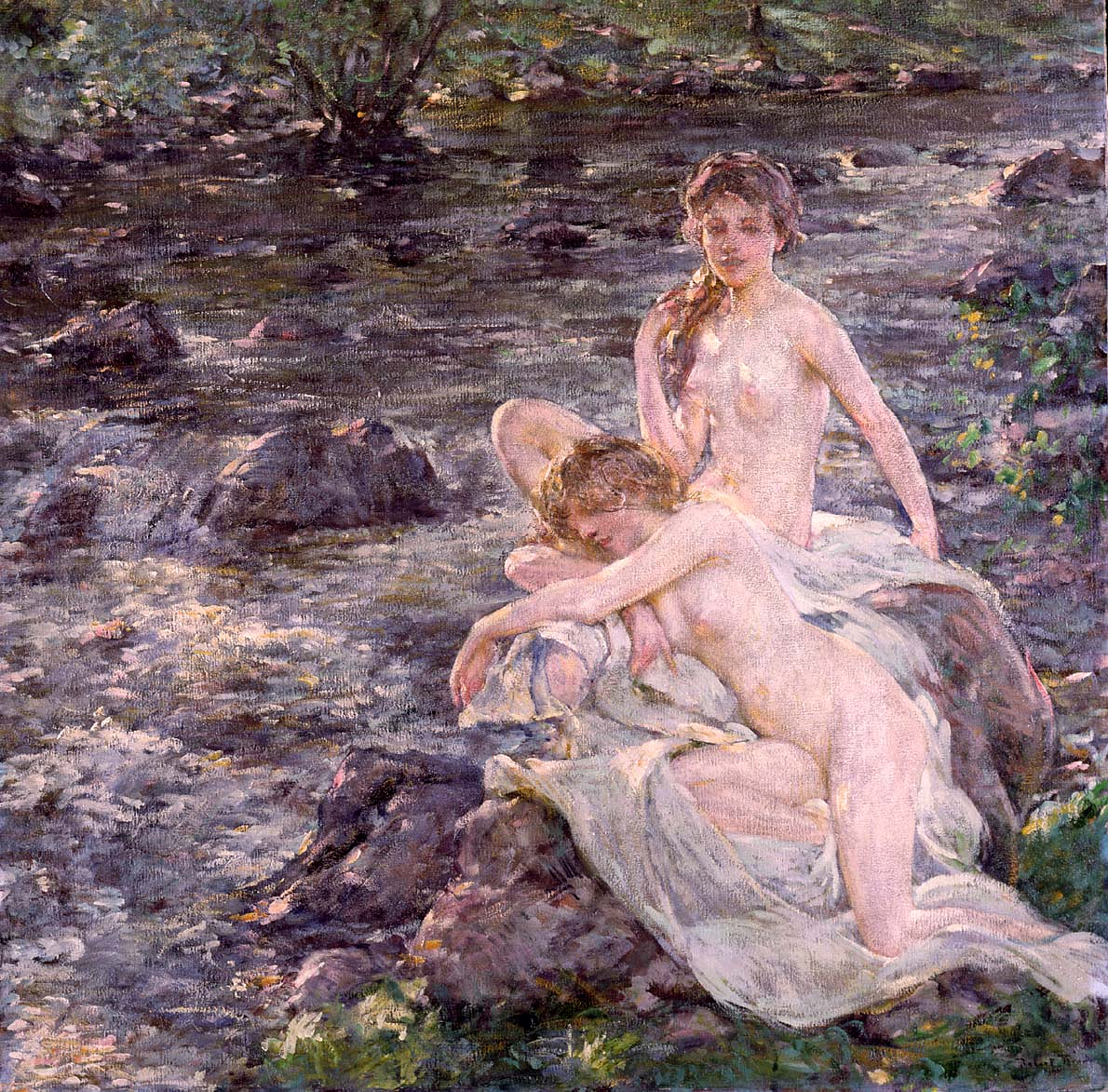
Le bagnanti
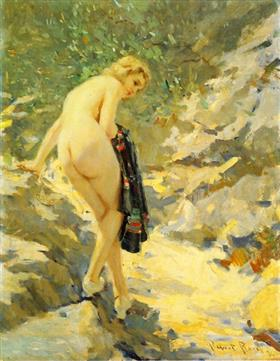
La bagnante
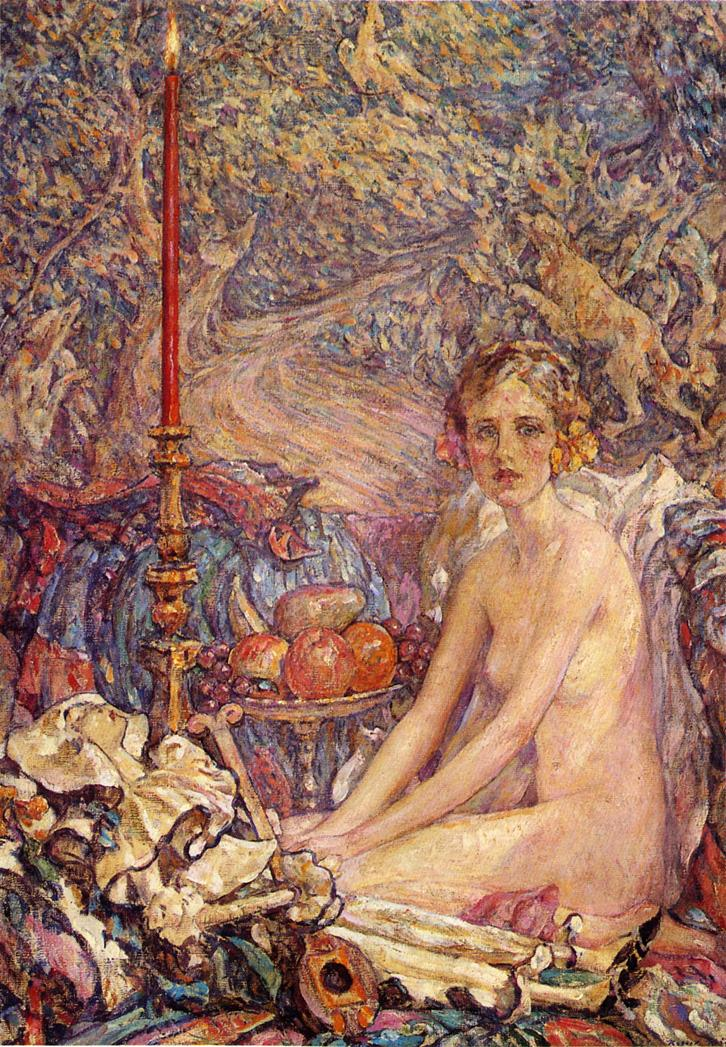
Lo spirito del giardino
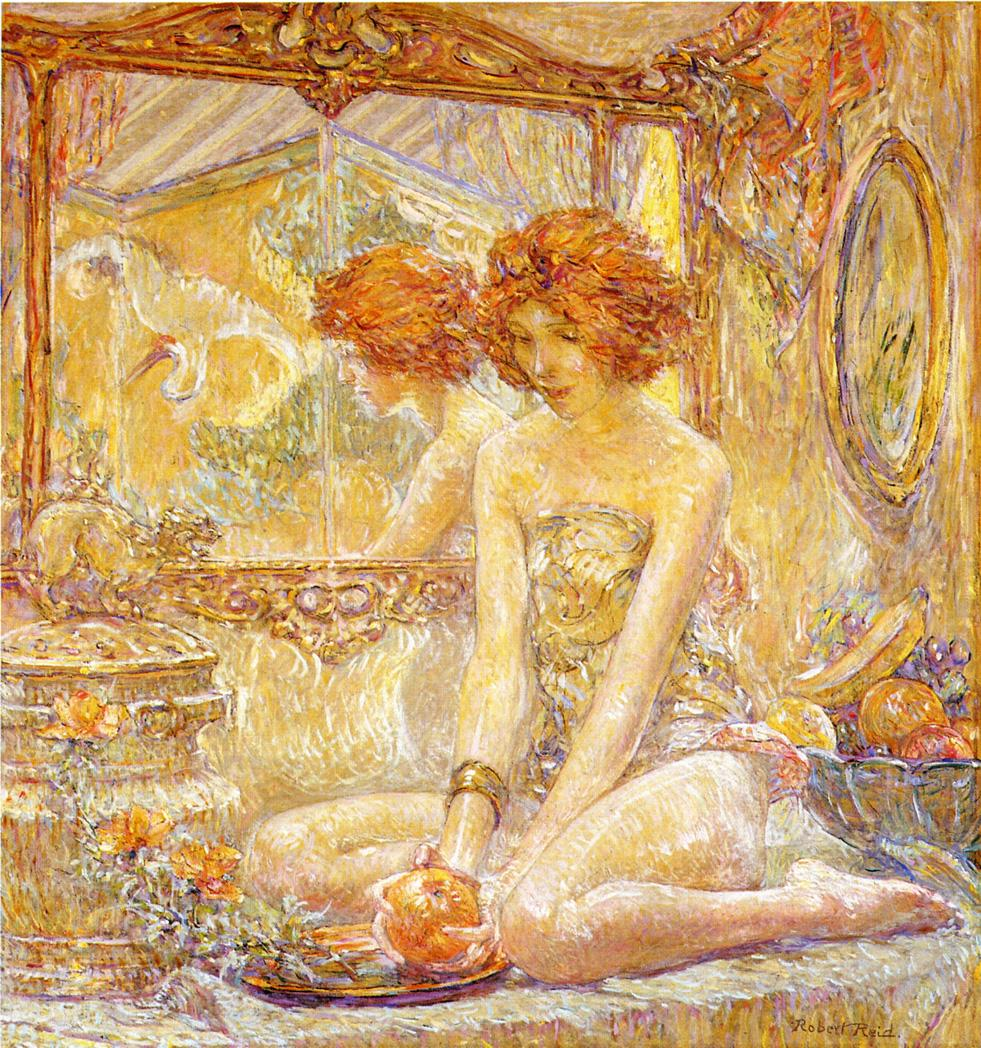
Riflessi